# Fabio Ferraboschi
Fabio Ferraboschi, noto anche con lo pseudonimo di Bronski (Reggio Emilia, 6 luglio 1969), è un musicista e produttore discografico italiano.

## Esagono Recording e Busker Studio
Inizia la sua attività nel 1990 creando uno studio di registrazione nei pressi di Rubiera chiamato Esagono Recording Studio.
Assieme ai suoi soci (Claudio Morselli, Arcangelo Cavazzuti, Lorenza Vallisneri, Nefesh) gestisce questa attività alternandosi in vari ruoli: fonico, musicista, produttore, songwriter.
Lo studio di registrazione diventa un importante punto di riferimento per la musica italiana degli anni novanta, tanto da ospitare artisti del calibro di  Ligabue, Biagio Antonacci, Zucchero, Nomadi, Stadio, Cristiano De Andrè, Nek, Ivano Fossati, Vinicio Caposela, Roy Paci, Inti Illimani, Tosca, Pierangelo Bertoli, Negrita.
Anche gli esponenti della musica alternativa non sono mancati: Enrico Micheletti, Avion Travel, Gang, Modena City Ramblers, Massimo Volume, Rockin' Chairs, Mau Mau, Afa, Mamamicarburo, Ustmamò, Banda Ionica, Casa del Vento, Estra, Cristina Donà, Stefano Belluzzi, Julie's Haircut, La Crus, Mao e la Rivoluzione, Snaporaz, Super B.
Diversi i produttori che negli anni hanno scelto lo studio e molte le etichette con le quali Bronski e soci hanno collaborato.
Nel 2000 Bronski lascia la società e costruisce uno studio più orientato alla produzione musicale chiamato Busker Studio e nel 2001 costituisce insieme a Lorenza Vallisneri le edizioni musicali Hackinmusic.

## Produzioni e collaborazioni
Lunga la sua collaborazione artistica e musicale con Fabrizio Tavernelli (En Manque D'Autre, Acid Folk Alleanza) che genera due dischi del progetto electropop Groove Safari.
Insieme a Enrico Micheletti e Fabrizio Tavernelli crea un progetto chiamato Roots Connection, mixando il suono del delta blues assieme alla musica elettronica.
Il progetto porta alla pubblicazione di due dischi: Roots Connection e Anymistic.
Tra il 2003 e il 2008 collabora con l'etichetta indipendente Snowdonia nel mix e nella produzione di alcuni progetti di musica elettronica.
Nel 2004 scrive, produce e realizza il disco solista di Alberto Morselli, prima voce dei Modena City Ramblers.

Nello stesso anno firma anche l'esordio discografico del cantautore Frankie Magellano.
Continua per tutti gli anni 2000 la collaborazione con la band correggese Mamamicarburo, con la quale scrive e produce tre dischi.
Nel 2005 produce il singolo Fasi della band milanese Zeropositivo.
Prosegue parallelamente al suo impegno con i Rio anche la sua attività di produttore e fonico, che vede la collaborazione con la band romagnola Blastema.
Partecipa infatti alla realizzazione dell'LP Lo stato in cui sono stato. Nel 2013 i Blastema esordiscono a Sanremo Giovani col brano Dietro l'intima ragione estratto da questo disco.
Nel Settembre 2013 ospita presso il suo studio Emma Marrone dietro la produzione artistica di Brando per la registrazione del repackaging semiacustico di Schiena ripubblicato come Schiena vs Schiena.
Vi partecipa in tre brani come bassista.
Nel 2013 inizia la sua collaborazione come songwriter assieme a Cristiano De André.
Firmano insieme Credici contenuta nell' LP Come In Cielo Così In Guerra.
Nel 2014 Cristiano De Andrè partecipa al Festival di Sanremo con un altro brano scritto insieme a Bronski dal titolo Invisibili.
Il brano vince il premio della critica “Mia Martini” e quello per il miglior testo “Sergio Bardotti”.
Nel 2017 il suo brano Settembre interpretato da Miriam Masala, vince il premio della critica al Premio Lunezia classificandosi al terzo posto.

## Autore e musicista
Negli anni 90 Fabio Ferraboschi scrive e produce due dischi per il proprio gruppo chiamato Frontera.
Nel 2001 firma un contratto con la label Radioline del produttore Valerio Semplici (Black Box, Club Squisito) per un suo progetto artistico personale con il nome d'arte Bronski. Pubblicherà in seguito due singoli: Tea Time e Nottambulation.
Nel 2008 prende parte come musicista al tour teatrale di Massimo Zamboni (Cccp, Csi) dal titolo L'inerme e l'imbattibile.
Nel Febbraio 2018 apre i concerti di Zucchero del Wanted Tour nei palazzetti italiani, in qualità di bassista della band di Gheri, un apprezzato cantautore toscano al suo secondo disco. Con Gheri partecipa alla registrazione e ai mix del disco e alla scrittura dei testi.

### Mora&Bronski
Con il duo Mora&Bronski costituito con Fabio Mora cantante dei Rio registra tre dischi: Naif, 2 e 50/50, partecipando a numerosi festival importanti del blues italiano e internazionale come il Levico Blues Festival, Blues made in Italy, Delta blues festival di Rovigo, Trasimeno blues Festival, Valsavarenche blues Festival, Rollin' and tumblin' blues festival.
50/50 è recensito favorevolmente sul Corriere della Sera da Mario Luzzatto Fegiz e su riviste come Il Blues Magazine, Il popolo del blues e Buscadero.
Sono presenti nella compilation Pistoia blues next generation vol.4 del 2018.

### I Rio
Nel 2006 inizia la sua collaborazione con i Rio.
Partecipa alle registrazioni di Terra Luna e Margarita, il secondo LP della band correggese in qualità di fonico e musicista. 
Il lavoro, prodotto da Saro Cosentino (Franco Battiato, Massimo Zamboni) verrà pubblicato nel 2007 da Riservarossa/Warner.
Partecipa al tour acustico promozionale del disco come chitarrista e bassista.
Dal febbraio 2007 entra a far parte della line up ufficiale della band.
Dal 2007 al 2010 i Rio sono in tour sia in Italia, sia all'estero (Brasile, Polonia, Romania, Messico, Inghilterra, Francia, Belgio) affrontando più di 300 concerti.
Con i Rio produce e collabora alla scrittura de Il sognatore terzo LP del gruppo sotto la supervisione artistica di Luca Scarpa (Eros Ramazzotti, Tiziano Ferro, Fiorella Mannoia).
Il disco viene pubblicato nel giugno del 2010 per Riservarossa/Sony e vanta collaborazioni eccellenti quali Luciano Ligabue, Fiorella Mannoia e Paolo Rossi.
Nell'estate del 2010 i Rio sono Opening Act negli stadi davanti a Luciano Ligabue per tutto il tour.
Nel 2011 scrive e produce artisticamente il quarto LP della band intitolato Mediterraneo (Riservarossa/Sony).
Il primo singolo estratto dal disco è Gioia nel cuore che vanta un massiccio airplay per tutto il 2011.
Segue un tour nei locali e nelle piazze italiane tra l'estate 2011 e la primavera 2013.
Scrive interamente e produce artisticamente anche Fiori il quinto LP della band, che vede la luce nel maggio 2013 (Don't Worry/Edel).
Nel marzo 2018 scrive e produce un nuovo singolo dei i Rio in collaborazione con l'attore cinematografico Fabio Troiano dal titolo Start Up (Believedigital – 2018) e nell'estate 2018 il brano L'estate è arrivata.
Nel dicembre 2018 la band pubblica il suo primo LP live registrato presso il Vox Club di Nonantola.
Il 24 maggio 2019 viene pubblicato Buona vita il sesto LP di inediti dei Rio del quale è autore, produttore e fonico. Il disco è preceduto dal singolo omonimo Buona Vita.

## Libri
In qualità di scrittore Fabio Ferraboschi ha pubblicato nel 2010 sotto il nome d'arte Bronski un libro di racconti intitolato Scritti puliti .
Nel 2013 ha pubblicato una raccolta di poesie intitolata Moleskipersi e nel 2017 un secondo libro di poesie intitolato Stalking cappuccino.
Ha più volte collaborato con la testata musicale Rockol in qualità di giornalista musicale.

## Discografia

### Frontera
- 1992 - Frontera (Esagono)
- 1995 - Almeno tre volte (Mescal)

### Bronski
Singoli
- 2002 - Tea Time (Radioline/NewMusic)
- 2004 - Nottambulation (Radioline/Wea)

### Roots Connection
- 2002 - Roots Connection (Edel)
- 2006 - Anymistic (Edel)

### Mora&Bronski
- 2014 - Naif  (Busker)
- 2015 - 2 (Busker)
- 2018 - 50/50 (R-Merlone/IRD)

### Rio

#### Album in studio
- 2007 – Terra luna e Margarita
- 2010 – Il sognatore
- 2011 – Mediterraneo
- 2013 – Fiori
- 2016 – Ops!
- 2019 – Buona vita

#### Raccolte
- 2015 – Mareluce

#### Dal vivo
- 2018 – Dal vivo al Vox